# Lepivalgus striatus
Lepivalgus striatus är en skalbaggsart som beskrevs av Moser 1914. Lepivalgus striatus ingår i släktet Lepivalgus och familjen Cetoniidae. Inga underarter finns listade i Catalogue of Life.